# Gesetz für Jugendwohlfahrt
Das Gesetz für Jugendwohlfahrt (JWG), gelegentlich auch Jugendwohlfahrtsgesetz genannt, regelte von 1961 bis 1990 die Jugendhilfe in der Bundesrepublik Deutschland.
Es entstand 1922/24 als Reichsgesetz für Jugendwohlfahrt und wurde 1961 in Gesetz für Jugendwohlfahrt umbenannt. Am 1. Januar 1991 wurde es durch das Kinder- und Jugendhilfegesetz im SGB VIII abgelöst.
Ein Vorläufer war der Jugendpflegeerlaß.

## Geschichte
Bereits bei der Erarbeitung des Bürgerlichen Gesetzbuches Ende des 19. Jahrhunderts wurden unter anderem vom Juristen Alexander Achilles Vorstellungen geäußert, ein eigenes Jugendwohlfahrtsgesetz zu verabschieden. Aber erst in der Weimarer Republik wurden diese Ideen umgesetzt. Das erste deutschlandweit gültige Sammelgesetz zur Jugendwohlfahrt wurde 1922 vom Reichstag als Reichsgesetz für Jugendwohlfahrt verabschiedet und trat am 1. April 1924 in Kraft. Allerdings war dieses Gesetz in vielen seiner Kernbereiche noch stark polizei- und ordnungsrechtlich orientiert. Durch die angespannte politische Situation Ende der Weimarer Republik, in der die Regierung nahezu ununterbrochen mit Notstandsgesetzen regierte, gestaltete sich die konkrete Umsetzung sehr zögerlich bzw. wurde gestoppt.
In der Zeit des Nationalsozialismus von 1933 bis 1945 wurden die vom Reichsgesetz für Jugendwohlfahrt geschaffenen Einrichtungen und Institutionen gleichgeschaltet und das Gesetz in seinem wohlfahrtspolitischen Ansatz kaum angewendet. Die Organisation des Jugendamtes wurde 1939 durch ein Gesetz dahingehend geändert, dass statt der kollegialen Leitung die Geschäftsführung dem Bürgermeister bzw. Landrat übertragen wurde. Das Jugendamt kontrollierte und lenkte Familien und Kinder von Geburt an politisch. Säuglinge und Mütter wurden in Lebensbornheimen, Kleinkinder und Mütter von Jugendämtern, heranwachsende Jungen von der Hitler-Jugend (HJ) und heranwachsende Mädchen von Bund Deutscher Mädel (BDM) unter die Kontrolle des Staates gestellt.
Nach 1945 wurde in den westlichen Besatzungszonen und somit von der sich entwickelnden Bundesrepublik das alte Reichsgesetz wieder aufgenommen. Mit der Neubekanntmachung vom 11. August 1961 (BGBl. I S. 1205) wurde es, neben einigen inhaltlichen Änderungen, in Gesetz für Jugendwohlfahrt (JWG) umbenannt. Viele Strukturen und Mechanismen im alten Reichsgesetz, die bis dahin überhaupt nicht umgesetzt wurden, konnten erst dann zum Tragen kommen.
In der sowjetischen Besatzungszone hatte das Jugendwohlfahrtsgesetz nur eine Übergangsrolle. In der DDR wurde die Jugendhilfe der Volksbildung angegliedert und dafür ein eigenes Jugendgesetz geschaffen.